# Dani Escriche
Daniel Escriche Romero (Burriana, 24 de marzo de 1998) es un futbolista español que juega en la demarcación de delantero en el Albacete Balompié de la Segunda División de España.

## Trayectoria
Estuvo en las categorías inferiores del C. D. Castellón, llegando a jugar con el filial y el primer equipo durante la campaña 2015-16.
Hizo su debut con el primer equipo del C. D. Lugo en la temporada 2016-17. La siguiente consiguió anotar dos goles en la Segunda División y en julio de 2018 fue traspasado a la S. D. Huesca, que había ascendido a la Primera División, aunque siguió un año más en Lugo como cedido.
En enero de 2020 fue cedido al Elche Club de Fútbol hasta el final de la temporada 2019-20, con el que ascendió a Primera División, categoría en la que jugó con la S. D. Huesca.
El 30 de enero de 2023 fue cedido al Albacete Balompié hasta el final de la temporada 2022-23. Durante esos meses marcó un gol en 14 partidos y ayudó al equipo a jugar la promoción de ascenso a Primera División. Regresó al conjunto manchego el 26 de agosto y firmó en propiedad por tres temporadas. Al inicio de la segunda de ellas fue prestado al F. C. Cartagena, que se guardaba una opción de compra.

## Clubes
| Club                       | País   | Año             |
| -------------------------- | ------ | --------------- |
| Polvorín F. C.             | España | 2017-2018       |
| C. D. Lugo                 | España | 2018            |
| S. D. Huesca               | España | 2018-2023       |
| C. D. Lugo (cedido)        | España | 2018-2019       |
| Elche C. F. (cedido)       | España | 2020            |
| Albacete Balompié (cedido) | España | 2023            |
| Albacete Balompié          | España | 2023-actualidad |
| F. C. Cartagena (cedido)   | España | 2024-2025       |